# SWF
اس دالبیو اف (به انگلیسی: SWF) نام یک قالب پرونده چندرسانه‌ای نرم‌افزار ادوبی فلش شرکت ماکرومدیا بود که اکنون در اختیار شرکت ادوبی قرار دارد.